# Greeley (Iowa)
Pour les articles homonymes, voir Greeley.
Greeley est une ville du comté de Delaware, en Iowa, aux États-Unis. Elle est incorporée le 8 juillet 1892.

## Source de la traduction
- (en) Cet article est partiellement ou en totalité issu de l’article de Wikipédia en anglais intitulé « Greeley, Iowa » (voir la liste des auteurs).